# Nadia Tereszkiewicz
Nadia Tereszkiewicz, née le 24 mai 1996, est une actrice franco-finlandaise.
Après plusieurs seconds rôles au cinéma et à la télévision, elle est révélée au grand public pour son rôle de Stella dans le film partiellement autobiographique Les Amandiers de Valeria Bruni-Tedeschi qui lui vaut le César du meilleur espoir féminin, en 2023.

## Biographie
Le père de Nadia Tereszkiewicz fait du conseil pour les producteurs de séries. Sa mère a créé une méthode Pilates.
Elle est franco-finlandaise et parle couramment le finnois.
Après un parcours en danse-études à l'école Rosella-Hightower et des études littéraires (hypokhâgne/khâgne, option théâtre) au lycée Molière à Paris, elle étudie le théâtre au sein du conservatoire du 18e arrondissement de Paris avant d'intégrer la classe libre du cours Florent,.

### Carrière
La première apparition de Nadia Tereszkiewicz est une figuration en 2016 dans La Danseuse de Stéphanie Di Giusto. Puis, elle tient le rôle principal dans le film Sauvages de Dennis Berry.
Elle reçoit le prix de la meilleure actrice au Festival international du film de Tokyo 2019 pour Seules les bêtes et fait partie des révélations aux Césars 2020. La même année, elle joue aux côtés de Reda Kateb dans la série Possessions, diffusée sur Canal +. À propos de son rôle dans Possessions, elle déclare « C’était la première fois qu’un réalisateur me confiait un rôle aussi important avec une vraie trajectoire. [...] J’ai un parcours de danseuse, le langage du corps m’intéressait dans son histoire. Natalie parle peu, elle agit, elle prend des décisions. Son corps parle pour elle. »
Allant vers des rôles plus importants, elle joue début 2022 dans Babysitter, réalisé au Québec par Monia Chokri.

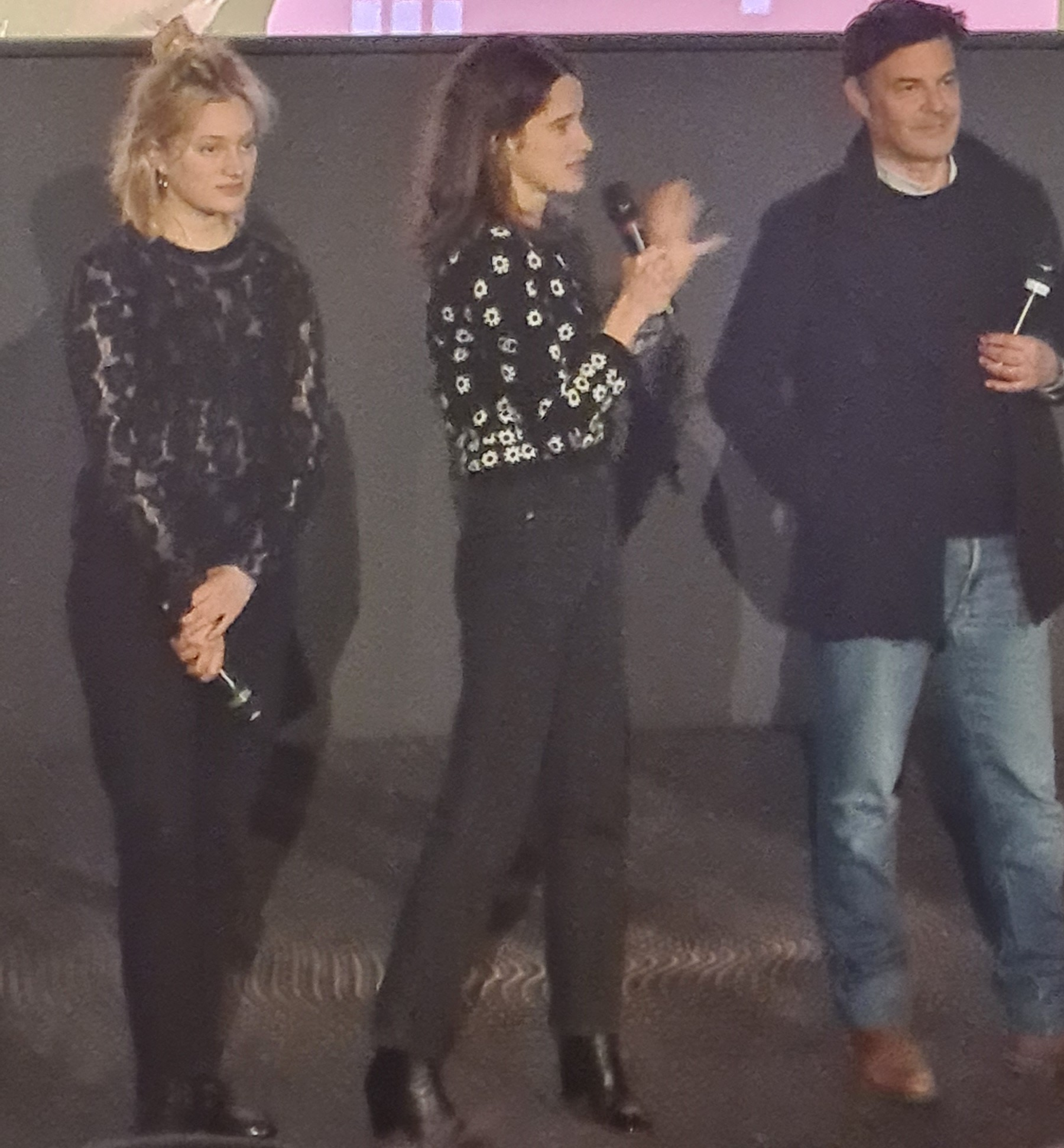
L'actrice aux côtés de sa partenaire de jeu Rebecca Marder et du réalisateur François Ozon pour la présentation de Mon crime en mars 2023.

En 2022, Valeria Bruni Tedeschi lui confie le premier rôle de son film Les Amandiers, présenté en compétition au 75e festival de Cannes. Elle y incarne le double de la réalisatrice lorsque celle-ci faisait partie de la troupe du théâtre Nanterre-Amandiers dirigée par Patrice Chéreau. Pour ce rôle, elle obtient le César du meilleur espoir féminin l'année suivante.
Elle tourne ensuite sous la direction de François Ozon la comédie Mon crime, adaptée d'une pièce de théâtre, dans laquelle elle interprète une jeune actrice qui s'accuse d'un meurtre pour devenir une célébrité et plusieurs revues, du Parisien à Les Fiches du cinéma adoubent le duo de comédiennes et la mise en scène d'Ozon. L'actrice change ensuite de registre en participant au drame historique La Dernière Reine, avec Dali Benssalah. Dans cette fresque épique, elle joue le rôle de la mystérieuse et rebelle princesse scandinave Astrid. Présenté à la Mostra de Venise 2022 dans la catégorie Giornate degli Autori.
En mai 2023, elle se rend au 76e Festival de Cannes pour présenter Rosalie de  Stéphanie Di Giusto, film inspiré d'une histoire vraie, celle de Clémentine Delait, dans laquelle elle interprète le rôle d'une « femme à barbe » dans la France de la fin du XIXe siècle. Elle poursuit ensuite dans le registre historique avec L'Île rouge qui revient sur les prémices de l'indépendance malgache.
En 2025 elle est membre du jury des longs-métrages lors du 20e Festival international du film de Rome.

## Filmographie

### Longs métrages

#### Années 2010
- 2016 : La Danseuse de Stéphanie Di Giusto : une danseuse
- 2017 : Jalouse de David et Stéphane Foenkinos
- 2018 : Deux Fils de Félix Moati : une fille dans la boîte de nuit
- 2018 : Sauvages de Dennis Berry : Nora
- 2019 : Persona non grata de Roschdy Zem : Anaïs Laffont
- 2019 : Seules les bêtes de Dominik Moll : Marion

#### Années 2020
- 2020 : Tom de Fabienne Berthaud : Joss
- 2022 : Babysitter de Monia Chokri : Amy, la baby-sitter
- 2022 : Les Amandiers de Valeria Bruni Tedeschi : Stella
- 2023 : Mon crime de François Ozon : Madeleine Verdier
- 2023 : La Dernière Reine de Damien Ounouri et Adila Bendimerad : Astrid la Scandinave
- 2023 : L'Île rouge de Robin Campillo : Colette Lopez
- 2024 : Rosalie de Stéphanie Di Giusto : Rosalie
- 2025 : Belladone d'Alanté Kavaïté : Gaëlle
- 2025 : Pile ou Face (Testa o croce) d'Alessio Rigo de Righi et Matteo Zoppis : Rosa
- 2025 : Deux pianos d'Arnaud Desplechin : Claude

### Courts métrages
- 2015 : Peau rouge de Rémi Brachet
- 2018 : Sur la terre, des orages de Marion Jhöaner : Kiara
- 2018 : Cut Cut de Leïla Macaire : Rousse
- 2019 : Hâte-toi de Camille de Chenay : Isabelle
- 2020 : Zanaar d'Alexis Manenti et Damien Bonnard

### Télévision

#### Séries télévisées
- 2020 : Dix pour cent (saison 4), épisode José d'Antoine Garceau et Sandrine de Marc Fitoussi : Mélanie Meyer
- 2020 : Possessions : Natalie

### Clips
- 2020 : Comment est ta peine ? de Benjamin Biolay[8]
- 2020 : Comme une voiture volée de Benjamin Biolay
- 2020 : Un sorriso dentro al pianto d'Ornella Vanoni
- 2024 : Cartier : A Season Tale de Damien Chazelle

## Doublage
- 2023 : La Jeune Fille et les Paysans : Jagna Paczesiówna[9]

## Distinctions

### Récompenses
- Festival international du film de Tokyo 2019 : meilleure actrice [10] pour Seules les bêtes
- Lumières 2023 : Révélation féminine pour Les Amandiers
- César 2023 : Meilleur espoir féminin pour Les Amandiers
- Festival de Cabourg 2023 : Swann d'Or de la révélation féminine pour Les Amandiers
- Festival du film francophone d'Angoulême 2023 : Valois de la meilleure actrice pour Rosalie